# Funicolare Lugano-Stazione FFS
La funicolare Lugano-Stazione FFS è una funicolare che collega il centro cittadino di Lugano con la stazione ferroviaria, posta sulle colline circostanti la città.

## Storia
La funicolare fu attivata nel 1886 al fine di garantire un comodo accesso alla stazione, aperta quattro anni prima. Chiamata La Sassellina dal nome del quartiere in cui si trova la stazione, la funicolare si distingueva per l'impiego di ruote con doppio bordino su un solo lato delle vetture al fine di semplificare la costruzione dei deviatoi presso il punto d'incrocio.
Fu realizzata con il metodo dei contrappesi ad acqua. Nel 1955 fu completamente rinnovata, adottando la trazione elettrica.
Tra il 4 agosto 2014 e l'11 dicembre 2016, il servizio fu sospeso per consentire la completa ricostruzione. Al termine dei lavori, la funicolare fu dotata di vetture con maggior capacità, grazie all'eliminazione del posto di manovratore a bordo consentito dall'attivazione del telecomando dalla postazione di Piazza Ciociaro.

## Caratteristiche
Si tratta di una funicolare a binario unico con due vetture che si incrociano nei pressi della cattedrale di San Lorenzo, dove è presente una fermata, accessibile solo dai veicoli partenti dalla stazione di valle in Piazza Cioccaro.
La linea è lunga complessivamente 206 m che le vetture percorrono in circa 92 s. Il dislivello è di 50 m.
I veicoli hanno una capacità di cento passeggeri, mentre le vetture antecedenti al 2014 l'avevano di settantacinque. Questo ha consentito di portare la capacità totale oraria a 2 240 persone.
La circolazione è telecomandata dalla postazione della stazione di valle; in precedenza ogni vettura ospitava il manovratore.

### Percorso
| Continuation backward |

| Unknown route-map component "XBHF-L" | Unknown route-map component "uKXBHFa-R" |

| Continuation forward | Urban straight track |

|  | Unknown route-map component "uTUNNEL1" |

|  | Unknown route-map component "uSKRZ-G1o" |

|  | Unknown route-map component "uSPLa" |

|  | Unknown route-map component "uvSTR-HST" |

|  | Unknown route-map component "uSPLe" |

|  | Unknown route-map component "uTUNNEL1" |

|  | Urban End station |

## Movimento

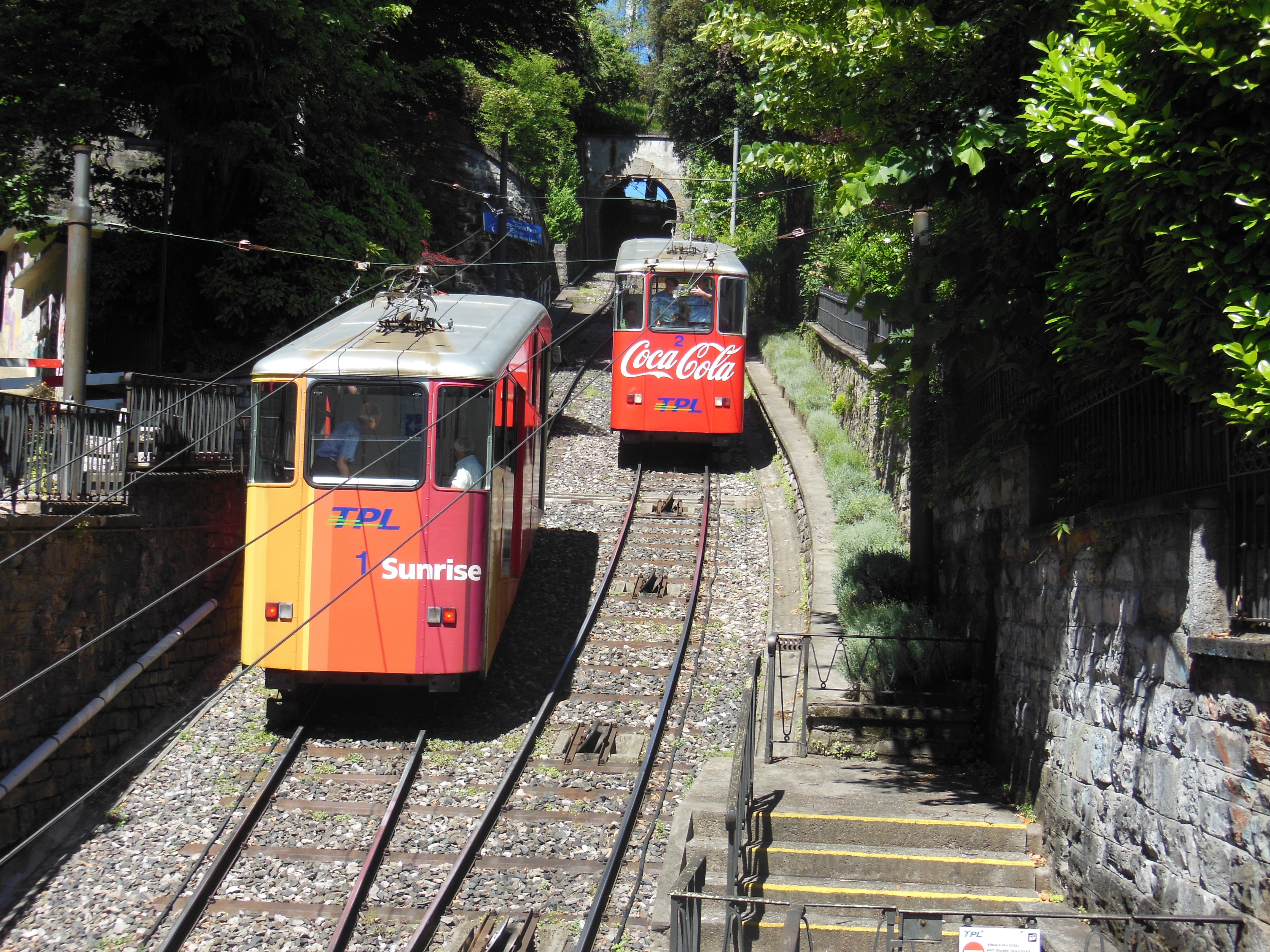
Incrocio fra vetture nel 2012, prima del rinnovo

Il servizio sulla funicolare è gestito da Trasporti Pubblici Luganesi (TPL) con corse continue dalle 5:00 fino alle 00:15.

### Passeggeri
| anno | anno |  | passeggeri | passeggeri |
| ---- | ---- |  | ---------- | ---------- |
| 2011 | 2011 |  | 2 467 200  |            |
| 2012 | 2012 |  | 2 483 862  |            |
| 2013 | 2013 |  | 2 473 131  |            |
| 2014 | 2014 |  | 1 654 165  | [ 11 ]     |
| 2015 | 2015 |  | 605 846    | [ 12 ]     |
| 2016 | 2016 |  | 571 229    | [ 12 ]     |
| 2017 | 2017 |  | 2 146 899  |            |
| 2018 | 2018 |  | 2 079 051  |            |
| 2019 | 2019 |  | 2 196 570  |            |
| 2020 | 2020 |  | 1 594 012  | [ 13 ]     |
| 2021 | 2021 |  | 1 972 789  | [ 13 ]     |
| 2022 | 2022 |  | 2 467 789  | [ 13 ]     |
| 2023 | 2023 |  | 2 787 884  |            |
| 2024 | 2024 |  | 2 864 800  | [ 14 ]     |